# Schwarmtrieb

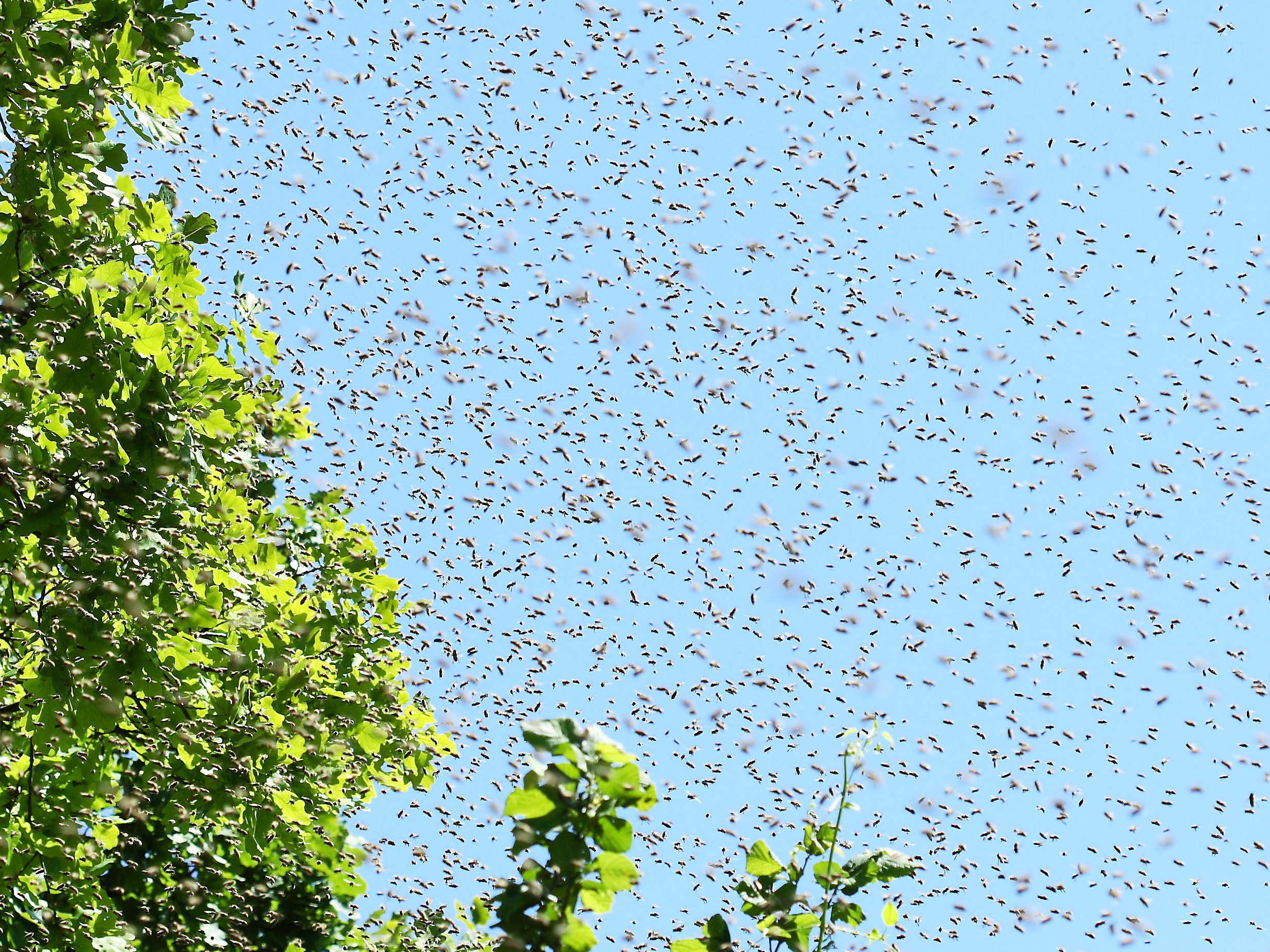
Ein Bienenschwarm in der Luft

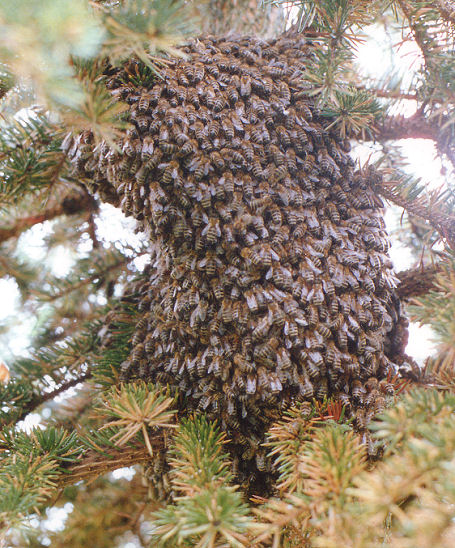
Bienenschwarm an einem Baum

Schwarmtrieb bezeichnet die natürliche, angeborene Handlungsbereitschaft der Honigbienen, ihre Staaten durch Teilung zu vermehren. Ausgelöst wird dieses angeborene Schwarmverhalten („Schwärmen“) durch das Stärkerwerden des Biens im Frühsommer (Mai–Juni), abhängig vor allem vom Platzangebot und der Versorgungslage mit Nahrung.

## Der Schwarm (Vorschwarm)
Im Frühsommer verfügt ein Bienenvolk über den größten Bestand an Individuen im Jahreslauf. Dadurch sind viele Ammenbienen vorhanden, die Brut pflegen wollen, aber nicht mehr ausreichend Brut vorfinden. Dies ist beispielsweise bei einer zu eng werdenden Behausung der Fall. Die Bienen fangen dann an, bis zu etwa einem Dutzend besonders große Zellen, sogenannte Weiselzellen, zu errichten. In den folgenden Tagen werden diese Zellen auch bestiftet (die Königin legt jeweils ein Ei hinein). Die sich entwickelnden Larven werden ausschließlich mit einem speziellen, von den Ammenbienen erzeugten Futtersaft, dem Gelée royale, ernährt und wachsen schnell heran, um am 16. Tag nach der Eiablage als neue Königinnen zu schlüpfen. In der Zwischenzeit hat die Königin mit dem Eierlegen (für die normale Bienenbrut) aufgehört und ist dadurch wieder schlank und flugfähig geworden.

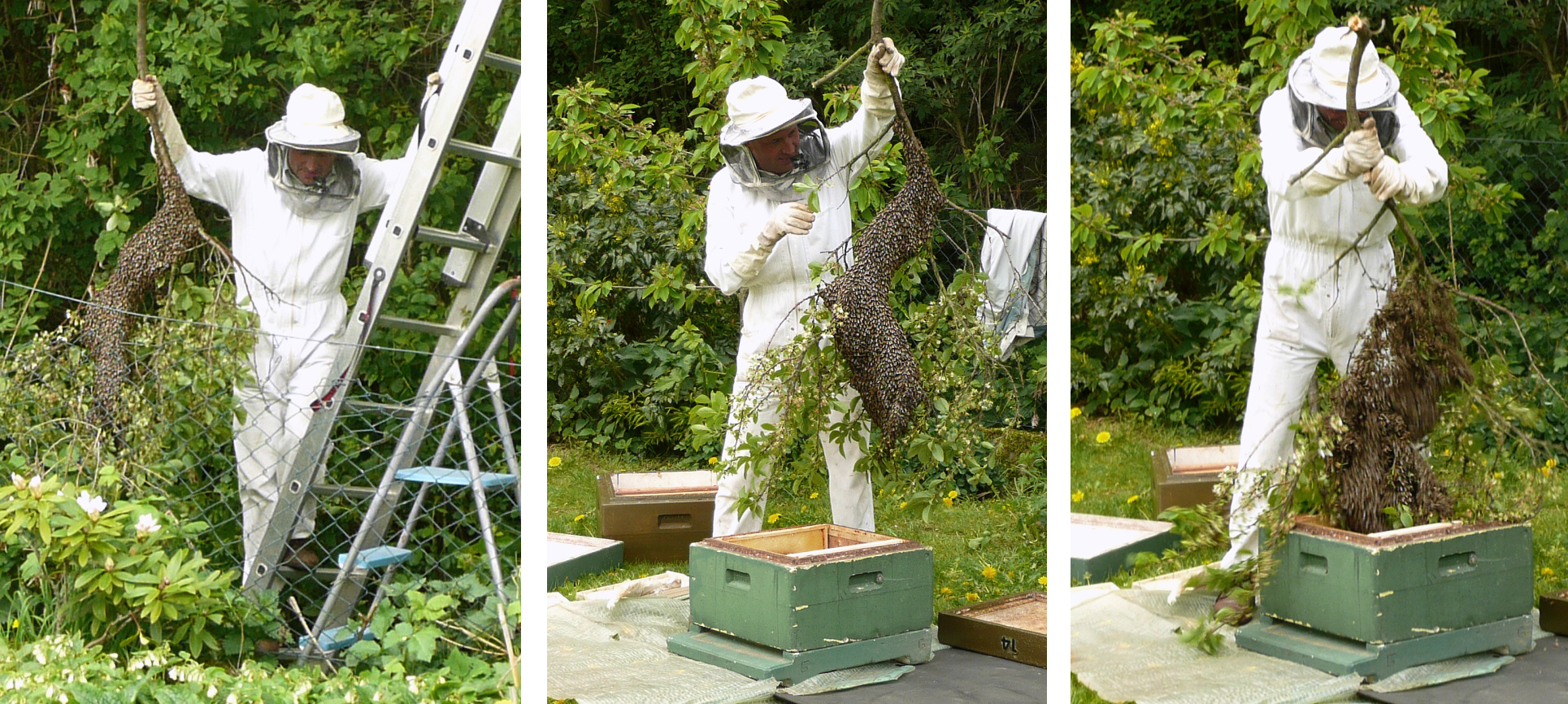
Schwarm an einem Ast und Einschlagen durch einen Imker in eine Magazinbeute

Am neunten Tag nach der Eiablage, oder bei schlechtem Wetter an einem darauf folgenden, verlassen schlagartig meist vormittags zwischen 11 und 12 Uhr Tausende von Bienen (10.000 und mehr) mit ihrer Königin in einer riesigen Wolke den Bienenstock. Sie sammeln sich später nahe dem Muttervolk an einer Stelle als Schwarmtraube, beispielsweise in Baumzweigen. Dort legen sie eine Ruhepause ein, um sich weiter zu orientieren. Als Nächstes werden einige hundert Spurbienen losgeschickt. Diese suchen in der weiteren Umgebung nach einer geeigneten neuen Nistgelegenheit, möglichst einer Baumhöhle. Sollte die Suche nicht erfolgreich sein, kann sich auch der ganze Schwarm geschlossen erheben und weiterfliegen. An einer zweiten Zwischenstation sammelt sich der Schwarm erneut. Die Erkundung eines geeigneten Nistplatzes beginnt dann von Neuem. Bei diesen Erkundungen kehren immer wieder Spurbienen zum Schwarm zurück und führen auf der Oberfläche der Schwarmtraube den Schwänzeltanz auf, um weitere Kundschafter an die neu entdeckten Orte zu locken.
Dieser erste bei einem teilungswilligen Bienenvolk entstehende Schwarm – mit der alten Königin – wird Vorschwarm genannt.

## Auswahl des neuen Nistplatzes

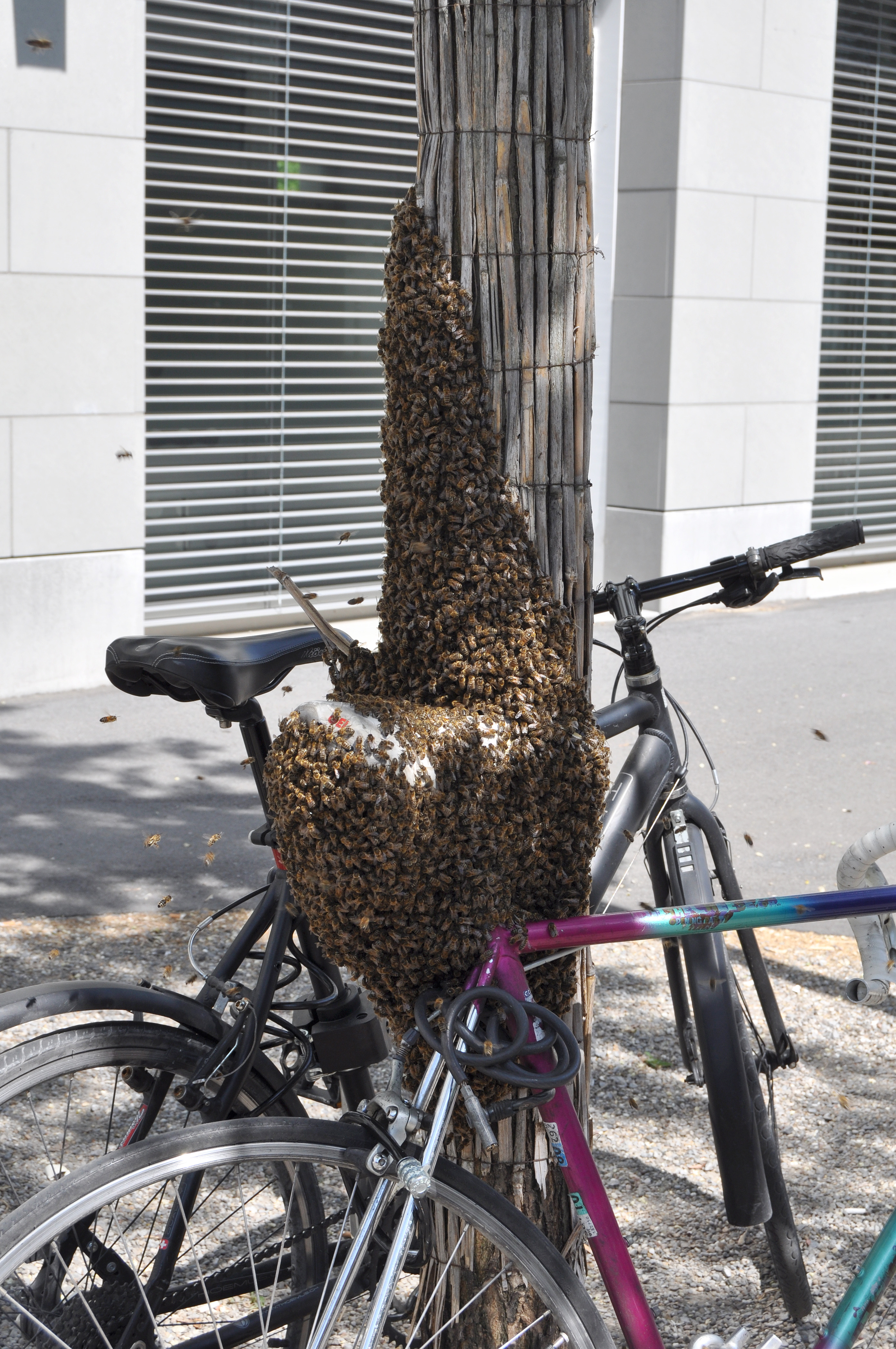
Ein Bienenschwarm an einem Fahrrad in Zürich

Die Informationsübermittlung der Spurbienen hinsichtlich Richtung und Entfernung entspricht der des Tanzes bei der Übermittlung einer Futterquelle. Je überzeugter sie allerdings von der Lage des neuen Nistplatzes sind, desto ausdauernder vollziehen sie diesen Tanz. So ist ihnen beispielsweise ein großer, geschützt gelegener Platz etwa 100 Tänze wert, ein nur mittelmäßiger hingegen im Durchschnitt nur zwölf. In Experimenten von Biologen der Cornell University aus dem US-Bundesstaat New York hat man herausgefunden, dass sich das aufteilungswillige, wartende Bienenvolk auf den Umzug zum neuen Nestplatz aktiv vorzubereiten beginnt, sobald sich etwa fünfzehn der Kundschafter klar für einen Ort ausgesprochen haben. Bei einem derartigen Entscheidungsvorgang sind nach Ansicht von Seeley die Bienen nicht an einem Kompromiss interessiert, sondern an einer besten und möglichst schnellen Entscheidung.

## Nachschwärme
Im zurückgebliebenen Muttervolk können ab dem Zeitpunkt, an dem eine erste neue Königin schlüpft, weitere Schwärme entstehen. Mit jedem solchen Schwarm (Nachschwarm) fliegt dann eine junge Königin aus. Auch diese Schwärme sammeln sich zunächst in der Nähe der alten Behausung. Beim Abgehen von Nachschwärmen kann es, wenn mehrere Königinnen gleichzeitig schlüpfen, so turbulent zugehen, dass in dem sich gesammelten Schwarm sogar zwei oder mehrere junge Königinnen vorhanden sind. Häufig kommt es aber nicht zu den Nachschwärmen, weil die erstgeborene junge Königin sofort daran geht, ihre noch nicht geschlüpften Rivalinnen zu töten. Der Imker spricht dann davon, dass er ausgebissene Zellen im Bienenvolk gefunden hat. Zudem teilt sich ein Bienenvolk auch nicht beliebig lang, weil schließlich keine ausreichende Bienenmasse mehr vorhanden ist.
Nachschwärme sind immer deutlich kleiner als der Vorschwarm und können mit der jungen Königin viel weiter fliegen.

## Problem für Imker

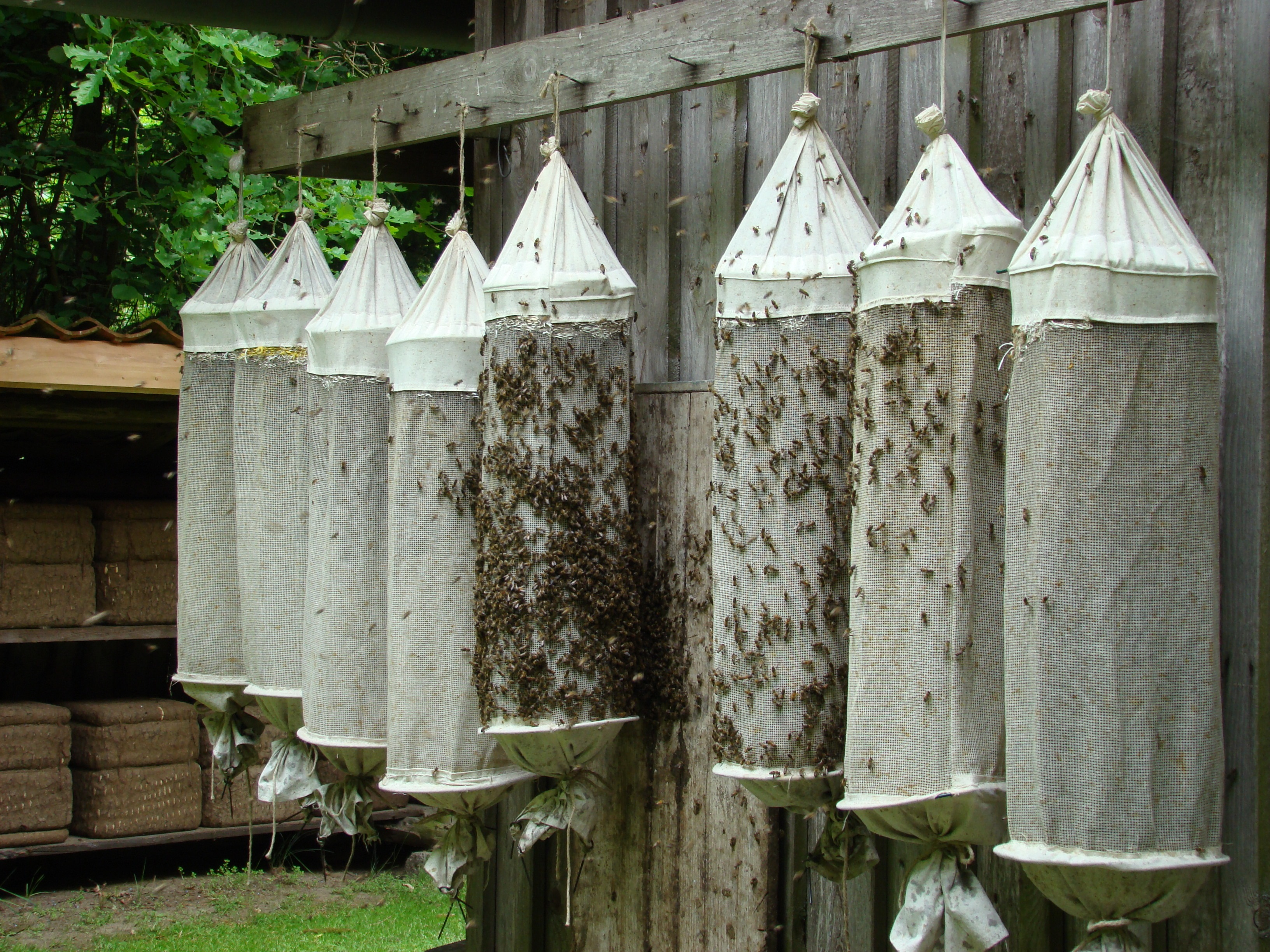
Schwarmsäcke mit einem eingefangenen Bienenschwarm an einem Bienenzaun in der Südheide

Der Schwarmtrieb verursacht dem heutigen, meist auf Frühtracht orientierten Imker Probleme, da die Schwarmzeit in die Haupttracht fällt. Schwärmende Völker liefern erheblich weniger Honig. Der Schwarmtrieb kann aber durch Züchtung auf Schwarmträgheit und auch durch geeignete imkerliche Maßnahmen (Betriebsweise) gedämpft und das Abschwärmen sogar verhindert werden. So ist es heute gängige Praxis, Bienenvölker vor dem Erreichen der kritischen Volksstärke (die den Schwarmtrieb auslöst) zu schröpfen, das heißt, eine gewisse Menge Bienen mit Brut zu entnehmen. Aus diesem Material (Bienen und Waben) werden dann sogenannte Ableger gebildet, die zunächst außerhalb des bisherigen Flugradius aufgestellt und mit einer schlupfreifen Weiselzelle oder einer bereits geschlüpften jungen Königin versehen werden.
Andererseits stellt ein vom Imker eingefangener Schwarm ein neues Volk dar. Wenn der Imker den Beginn des Schwärmens rechtzeitig bemerkt, hängt er vor das Flugloch einen sogenannten Schwarmsack und fängt den Schwarm darin auf. Wenn die Königin sich in dem Beutel befindet, sammelt sich der Rest des Bienenschwarms zum Teil auch außerhalb, wie auf dem Bild zu sehen.

## Bienenrecht
Nach dem deutschen Bienenrecht behält der Imker das Eigentum am Schwarm, solange er ihn unverzüglich verfolgt. Dabei darf er fremde Grundstücke betreten. Findet der Schwarm einen neuen leeren Stock, darf der Eigentümer der schwärmenden Königin diesen öffnen, um seine Bienen einzufangen. Zieht der Schwarm in einen bereits besetzten Stock, so gehört er dem Eigentümer des Volks, welches bisher darin wohnte. Der Eigentümer des einziehenden Schwarms verliert seine Rechte.

## Geschichte

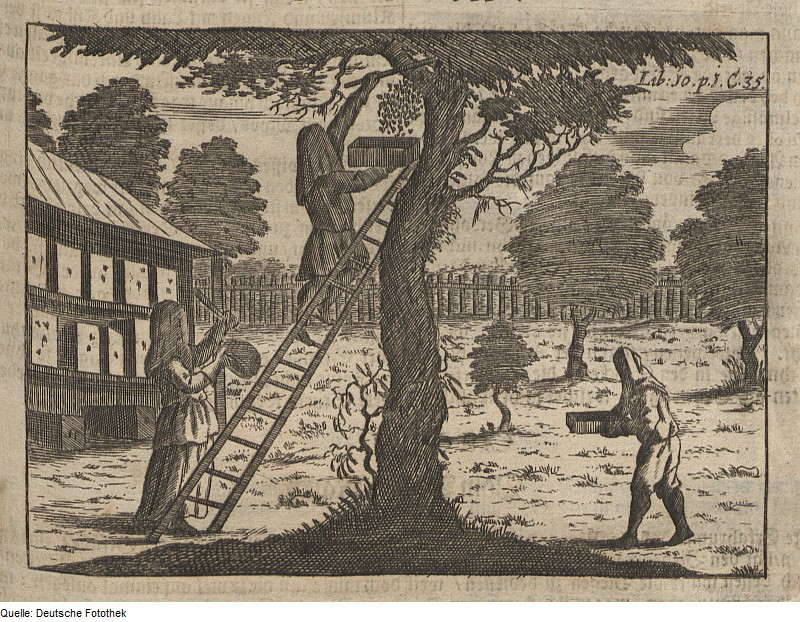
Historische Darstellung des Schwarmeinfangens, 1695

In der früheren Bienenhaltung (wie der Heideimkerei) wurden die Bienenvölker über das Schwärmen vermehrt. Hier wollte man möglichst früh im Jahr möglichst viele Schwärme, um viele Bienen zur Einbringung der späten Heide-Tracht ab August zu haben. Die abgearbeiteten Völker wurden dann zur Honigernte mit Schwefeldämpfen getötet. Bei der heute üblichen Magazin-Betriebsweise erfolgt die Vermehrung durch gezielte andere Maßnahmen wie Schröpfen, Königinnenzucht und das Bilden von Ablegern. Frühes Schwärmen ist dabei störend.
Inzwischen gibt es allerdings auch wieder Bestrebungen, den natürlichen Schwarmtrieb zur Vermehrung von Bienenvölkern zu nutzen. Eine wachsende Anzahl von Imkern beschäftigt sich mit der wesensgemäßen Bienenhaltung.